# Ncuti Gatwa
Ncuti Gatwa (ur. 16 października 1992 w Kigali) – rwandyjsko-szkocki aktor filmowy i telewizyjny. Najbardziej znany jest z roli Erica Effionga w oryginalnym serialu Netflix pt. Sex Education.

## Życiorys
Gatwa urodził się w Rwandzie 16 października 1992 roku. Dorastał w Szkocji, głównie w Edynburgu i Dunfermline. Uczęszczał do liceum Boroughmuir i ukończył Royal Conservatoire of Scotland z tytułem licencjata aktorskiego.
W maju 2018 roku ogłoszono, że Gatwa razem z Gillian Anderson i Asą Butterfieldem zagra w komediodramacie Sex Education w roli Erica – nastolatka, który próbuje poradzić sobie z zaakceptowaniem swojej orientacji seksualnej.

## Filmografia
Filmy:
- 2019: Horrible Histories: The Movie – Rotten Romans jako Timidius
- 2023: Barbie jako Ken

Seriale:
- 2014: Bob Servant (1 odcinek) jako klient
- 2015: Stonemouth (2 odcinki) jako Dougie
- 2019-2023 Sex Education jako Eric Effiong
- 2023-2025: Doktor Who jako Piętnasty Doktor

## Nagrody i nominacje
| Rok  | Nagroda         | Kategoria                                                  | Film          | Wynik      |
| ---- | --------------- | ---------------------------------------------------------- | ------------- | ---------- |
| 2019 | MTV Movie Award | najlepsza rola przełomowa (Best Breakthrough Performance)  | Sex Education | Nominowany |
| 2019 | MTV Movie Award | najlepszy filmowy pocałunek (Best Kiss) z Connor Swindells | Sex Education | Nominowany |